# يورغن ألكسندر كنودتزون
يورغن ألكسندر كنودتزون (بالنرويجية: Jørgen Alexander Knudtzon‏) (9 سبتمبر 1854 - 7 يناير 1917) لغوي ومؤرخ نرويجي. كما كان أستاذًا للغات السامية في جامعة أوسلو منذ عام 1907.
ولد كنودتزون في مدينة تروندهايم، وهو ابن القنصل هانز نيكولاي كنودزون (1814-1889) وزوجته كاثرينا (1831-1879) (المولودة ترامبي). بعد أن أنهى تعليمه الثانوي عام 1872، التحق بجامعة رويال فريدريك في كريستيانيا. بعد فترة قصيرة في مدرسة كاتدرائية تروندهايم، عاد إلى كريستيانيا لدراسة اللغات السامية، ولا سيما الأكدية والعربية والعبرية، كما ألقى محاضرات باللغة العبرية. كانت مساهمته العلمية الأولى مقالة «تعليقات نصية على لاي 17، 18» (بالألمانية: Textkritische Bemerkungen zu Lay 17،18)، التي تم نشرها عام 1882. وفي نفس العقد درس علم الآشوريات وعلم اللاهوت في ألمانيا بمنحة جامعية. عاد إلى النرويج بعد عامين فقط، واستأنف تعليمه للغة العبرية. في عام 1889، أخذ شهادة الدكتوراة بأطروحة «ما يسمى بالكمال والنقاص بالعبرية» (بالنرويجية: Det saakaldte Perfektum og Imperfektum i Hebraisk‏).
لعب دورًا مهمًا في فك رموز نص اللغة الحيثية وذلك عبر التعرف على اللغة الحيثية كلغة هندوأوروبية على أساس حرفين تم العثور عليهما في مصر (في كتابه «رسالتا أرزاوا» (بالألمانية: Die zwei Arzawa-Briefe) في عام 1902). كما نشر رسائل تل العمارنة وهي المراسلات الدبلوماسية في عهد الفرعون أمنحتب الرابع المعروف باسم «أخناتون» (1351-1334 قبل الميلاد)
في مجلدين تاريخيين كبيرين (في عامي 1907 و 1915) .

## كتابات
- «ألواح العمارنة» (بالألمانية: Die El-Amarna-tafeln). مجلدان. لايبزيغ. 1893.
- «رسالتا أرزاوا: أقدم وثائق اللغات الهندية الأوروبية» (بالألمانية: Die zwei Arzawa-Briefe : Die ältesten Urkunden in Indogermanischer Sprache). لايبزيغ. 1902.
- «ألواح العمارنة» (بالألمانية: Die El-Amarna-tafeln, bearb). لايبزيغ: جاي سي هينركس. 1908-15.
- «ألواح العمارنة» (بالألمانية: Die El-Amarna-tafeln) مجلدان. لايبزيغ. 1915.